# Lenzburg Township
Die Lenzburg Township ist eine von 22 Townships im St. Clair County im Südwesten des US-amerikanischen Bundesstaates Illinois. Im Jahr 2010 hatte die Lenzburg Township 1047 Einwohner.
Die Township liegt im Metro-East genannten östlichen Teil der Metropolregion Greater St. Louis um die Stadt St. Louis im benachbarten Missouri.

## Geschichte
Bernhard Steiner erwarb 1815 im Gebiet von «Dutch Hill» vier fruchtbare Landstreifen, auf dem seine Schwager mit ihren Familien lebten. Nach seinem Tod wurde das Land 1816 zu gleichen Teilen an seine sechs Schwestern verteilt. Steiners Neffe und Lehrer aus Schafisheim Peter Baumann (* 25. Dezember 1795) traf 1822 mit seiner Frau und der gemeinsamen Tochter in Dutch Hill ein. Hier ließ er sich auf dem seiner Mutter zugefallenen 444 Jucharten umfassenden Landstreifen nieder und gab diesem den Namen Lenzburg. Baumann errichtete 1825 eine Schule sowie eine Pferdemühle. Er war Berater und Schreiber der Siedler des ganzen Distrikts sowie ab 1840 der erste Postmeister. Seine drei Söhne waren die ersten in Illinois geborenen Schweizer. 1862 wurde das heutige Lenzburg in Illinois von F. A. Schneider südlich von New Athens (Illinois) in der Nähe des Wohnplatzes von Bernhard Schneider angelegt (Old Lenzburg), während ein Peter Dreher 1876 an der Illinois-Zentraleisenbahnlinie New Lenzburg gründete, das Sitz bedeutender Kohlenminen wurde.

## Geografie
Die Lenzburg Township liegt im Südosten von Illinois am linken Ufer des Kaskaskia River. Der Mississippi, der die Grenze zum Bundesstaat Missouri bildet, liegt rund 40 km westlich der Township.
Die Lenzburg Township liegt auf 38° 15′ 53" nördlicher Breite und 89° 51′ 45" westlicher Länge  und erstreckt sich über 50,53 km², die sich auf 46,99 km² Land und 3,54 km² Wasserfläche verteilen.
Die Lenzburg Township liegt im Süden des St. Clair County und grenzt im Süden an das Randolph sowie im Westen an das Monroe County. Innerhalb des St. Clair County grenzt die Lenzburg Township im Norden an die New Athens Township, im Nordosten an die Fayetteville Township und im Osten an die Marissa Township.

## Verkehr
Durch den Nordosten der Township verläuft die Illinois State Route 13. Die County Road 27 zweigt von dieser ab und führt in Nord-Süd-Richtung durch das Zentrum der Township. Alle weiteren Straßen sind weiter untergeordnete und überwiegend unbefestigte Fahrwege.
Parallel zum Highway 13 verläuft eine Eisenbahnlinie der Canadian National Railway.
Mit dem Sparta Community Airport liegt ein kleiner Flugplatz rund 25 km südwestlich der Lenzburg Township. Der nächste Großflughafen ist der Lambert-Saint Louis International Airport (rund 75 km nordwestlich).

## Demografische Daten
Nach der Volkszählung im Jahr 2010 lebten in der Lenzburg Township 1047 Menschen in 410 Haushalten. Die Bevölkerungsdichte betrug 22,3 Einwohner pro Quadratkilometer. In den 410 Haushalten lebten statistisch je 2,55 Personen.
Ethnisch betrachtet, setzte sich die Bevölkerung zusammen aus 97,9 Prozent Weißen, 0,3 Prozent Afroamerikanern, 0,3 Prozent amerikanischen Ureinwohnern, 0,1 Prozent (eine Person) Asiaten sowie 0,5 Prozent aus anderen ethnischen Gruppen; 1,0 Prozent stammten von zwei oder mehr Ethnien ab. Unabhängig von der ethnischen Zugehörigkeit waren 1,3 Prozent der Bevölkerung spanischer oder lateinamerikanischer Abstammung.
24,3 Prozent der Bevölkerung waren unter 18 Jahre alt, 61,1 Prozent waren zwischen 18 und 64 und 14,6 Prozent waren 65 Jahre oder älter. 49,0 Prozent der Bevölkerung waren weiblich.
Das mittlere jährliche Einkommen eines Haushalts lag bei 44,663 USD. Das Pro-Kopf-Einkommen betrug 20,841 USD. 14,5 Prozent der Einwohner lebten unterhalb der Armutsgrenze.

## Ortschaften in der Lenzburg Township
Neben Streubesiedlung existiert in der Lenzburg Township mit Lenzburg (mit dem Status „Village“) nur eine selbständige Gemeinde.